# Bäcknavling
Bäcknavling (Omphalina rivulicola) är en lavart som först beskrevs av J. Favre, och fick sitt nu gällande namn av Lamoure. Enligt Catalogue of Life ingår Bäcknavling i släktet Omphalina,  och familjen Tricholomataceae, men enligt Dyntaxa är tillhörigheten istället släktet Omphalina,  och familjen trådklubbor. Arten är reproducerande i Sverige. Inga underarter finns listade i Catalogue of Life.